# Sabga
Sabga est une localité du Cameroun, située dans l'arrondissement (commune) de Tubah, le département du Mezam et la Région du Nord-Ouest. C'est aussi le siège d'une chefferie traditionnelle de 2e degré.

## Population
Lors du recensement national de 2005, on y a dénombré 1 706 habitants. Contrairement au reste de l'arrondissement, majoritairement chrétien, Sabga abrite une importante communauté musulmane.